# Monasa morphoeus
La monja frentiblanca (Monasa morphoeus) es una especie de ave piciforme de la familia Bucconidae que habita en la zona tropical del continente americano. 

## Descripción
La monja frentiblanca es de color negro o grisáceo oscuro. Tiene un pico grueso, de color rojo anaranjado, y manchas blancas en la cara, en la base del pico y en la parte superior del cuello; de allí obtiene su nombre. Sus ojos y patas son negros o de color gris oscuro. 

## Zona de distribución
Vive en distintas regiones de América del Sur, como Brasil, Bolivia, Colombia, Ecuador, Perú y Venezuela, y en el sur de América Central, en Honduras, Nicaragua, Costa Rica y Panamá. Su hábitat principal es la cuenca del Amazonas, con el río Amazonas como su límite norte, y se extiende desde el estado de Maranhão en la costa del océano Atlántico; al noroeste, su límite lo marca el río Negro, pero hay ejemplares que viven más cerca de los Andes. No hay individuos en la zona montañosa principal, pero existen colonias en la Serranía de las Quinchas, Colombia.
Su hábitat natural son los bosques tropicales. Aunque depende de los árboles y del clima de estos bosques para reproducirse y anidar, puede tolerar cierto nivel de alteración de su hábitat. No se considera un ave amenazada por el IUCN debido a su amplia zona de distribución.